# Bruno Gama
Bruno Alexandre Vilela Gama (Vila Verde, 15 novembre 1987) è un calciatore portoghese, centrocampista del Kalamata.

## Biografia
Anche suo fratello maggiore Augusto è stato un calciatore che ha militato tra le altre, come Bruno, nel Braga e nel Rio Ave.

## Carriera

### Club

#### Braga e Porto
Nato a Vila Verde, nel 2000 entra nelle giovanili del Braga, che lo fa debuttare nel 2004 in Primeira Liga a soli 16 anni nel corso di un match pareggiato 2-2 contro l'União Leiria. Nello stesso anno viene acquistato per 750.000 euro dal Porto, che lo aggrega alla squadra delle riserve, il Porto B.
Dopo una stagione nella rappresentativa giovanile, Gama gioca una sola partita in prima squadra nel 2005-2006, prima di tornare al Braga in prestito per la stagione 2006-2007. Il 2 novembre 2006 segna la sua prima rete tra i professionisti nella sfida di Coppa UEFA vinta 4-0 contro i cechi dello Slovan Liberec.

#### Vitória Setúbal e Rio Ave
Nel 2007 il Porto lo cede sempre a titolo temporaneo al Vitória Setúbal, con cui vince nella prima stagione l'edizione d'apertura della Coppa di Lega portoghese.
Rinnovato il prestito al Vitória per la stagione 2008-2009, a metà luglio 2009 il Porto lo cede a titolo definito al Rio Ave, con cui Gama sottoscrive un contratto biennale. Durante la prima stagione a Vila do Conde, la 2009-10, contribuisce al buon dodicesimo posto segnando tre reti (di cui una contro il Vitória Setúbal, sua ex squadra) e collezionando trenta presenze. L'anno successivo segna due reti in 29 partite.

#### Deportivo La Coruña

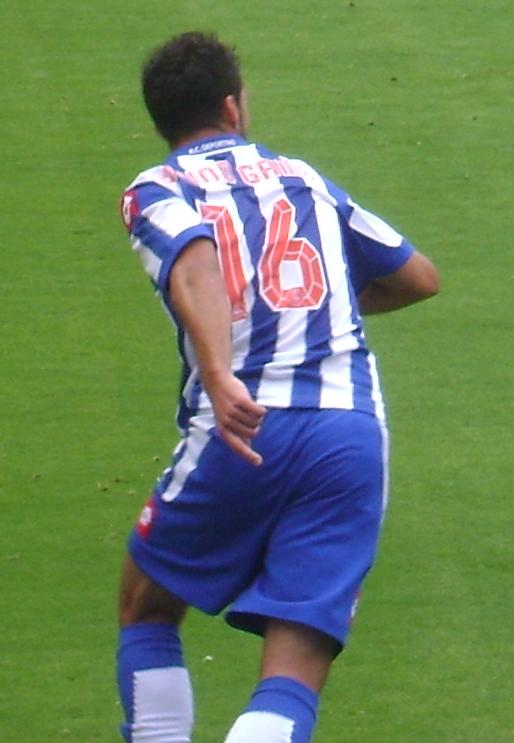
Gama al Deportivo nel 2012

Acquistato dal Deportivo La Coruña (all'epoca in Liga Adelante) il 27 luglio 2011 dal Rio Ave, nella stagione 2011-12 contribuisce in maniera determinante alla promozione della squadra (e vittoria del torneo) segnando 7 gol nelle 29 partite giocate. Insieme ad Andrés Guardado, Lassad e Riki forma uno degli attacchi più forti della categoria.
Nella stagione successiva esordisce in Liga alla prima giornata, il 20 agosto 2012, nel corso della gara casalinga vinta 2-0 contro l'Osasuna. Il 4 novembre 2012 marca la rete (la prima in Liga) che consente al Deportivo di vincere 1-0 contro il Maiorca. Nonostante il massimo dell'impiego di Gama (38 presenze in campionato) il Depor si piazza penultimo e retrocede nuovamente in seconda divisione.

#### Dnipro
Il 20 agosto 2013 firma un triennale con gli ucraini del Dnipro. Il successivo 13 settembre debutta con la nuova maglia, realizzando una tripletta nel match vinto 5-2 contro il Metalist Kharkiv. La prima stagione si conclude per Gama con 10 presenze in Prem''jer-liha e il Dnipro si piazza secondo dietro solo allo Shakhtar Donetsk.
Nel 2014-15 è impiegato più spesso, con 23 apparizioni e cinque reti in campionato ma è soprattutto in Europa League che si mette in evidenza: nella competizione europea infatti Gama gioca tutte e 16 le partite, arrivando a disputare una storica finale, poi persa 3-2 a Varsavia contro il Siviglia.
Gama disputa un'ulteriore stagione col Dnipro, condita ancora da 23 presenze, con la squadra che si posiziona al terzo posto, anche se il 31 marzo 2016 la UEFA squalifica gli ucraini dalle coppe europee per mancato rispetto del fair-play finanziario.

#### Ritorno al Deportivo e Alcorcón
Nell'estate 2016 torna al Deportivo La Coruña e, ormai diventato un idolo dei tifosi galiziani, disputa una stagione e mezza in Segunda División con la squadra sempre nei primi posti, ma che non riesce a fare il salto in prima divisione.
Nel gennaio 2018 rescinde col Depor e da svincolato si aggrega all'Alcorcón, sempre in seconda divisione, firmando un contratto semestrale. Segna il suo primo e unico gol nel corso della partita vinta 3-0 contro il Reus.

#### Arīs Salonicco
Il 10 agosto 2018 sottoscrive un biennale con i greci dell'Arīs Salonicco. Dopo più di due mesi segna, al suo debutto nella Superleague greca, la sua prima rete che sancisce la vittoria per 3-0 sul campo del Lamia. Nella prima stagione in Grecia Gama raccoglie un bottino personale di 14 presenze e due reti, contribuendo al quinto posto in classifica dell'Arīs e al conseguente piazzamento ai preliminari dell'Europa League 2019-2020.
La stagione 2019-20 si apre con l'avanzamento al terzo turno preliminare di Europa League, dopo aver sconfitto l'AEL Limassol. In seguito però i greci vengono eliminati dai norvegesi del Molde, con sconfitta 0-3 all'andata e inutile vittoria 3-1 a Salonicco dopo i tempi supplementari.
Il 26 febbraio 2022 gioca la sua partita numero 100 con la maglia del club greco.

### Nazionale
Gama è stato convocato in tutte le selezioni giovanili del Portogallo, dall'under-16 all'under-23. Nel 2003 si fa notare vincendo in casa l'Europeo under-17 e sempre nello stesso anno partecipa ai Mondiali under-17 in Finlandia, dove segna una rete contro il Camerun. L'anno successivo è capitano della sua nazionale e capocannoniere insieme a Hatem Ben Arfa, Shane Paul e Marc Pedraza del Campionato europeo Under-17 2004, contribuendo al terzo posto finale.
Nel 2006 viene selezionato dal Portogallo under-19 per gli Europei di categoria in Polonia, andando a segno in tutte le partite del girone. Nonostante ciò la sua nazionale si piazza al terzo posto nel gruppo B e non si qualifica alla fase finale. L'anno successivo partecipa ai Mondiali under-20 2007 in Canada, dove marca una doppietta nel corso dell'unica partita vinta dal Portogallo contro la Nuova Zelanda, andando a segno curiosamente sempre su calcio piazzato (un rigore e una punizione). I lusitani, nonostante il passaggio ai gironi come terzi qualificati, sono eliminati agli ottavi dal Cile.
Nell'autunno 2006 viene convocato per le prime partite con la nazionale under-21, debuttando nel 2008, mentre nel 2010 partecipa col Portogallo olimpico all'International Challenge Trophy 2009-2011.

## Palmarès

### Club

#### Competizioni nazionali
- Coppa di Lega portoghese: 1

Vitória Setúbal: 2007-2008
- Segunda División: 1

Deportivo La Coruña: 2011-2012
- Coppa di Cipro: 1

AEK Larnaca: 2024-2025

### Nazionale
- Campionato d'Europa Under-17: 1

Portogallo 2003

### Individuale
- Capocannoniere del Campionato europeo under-17: 1

Francia 2004 (4 gol, assieme a Hatem Ben Arfa, Shane Paul e Marc Pedraza)
- All-Star Team del Campionato mondiale under-20: 1

Canada 2007